# Stereodon cupressiformis
Stereodon cupressiformis là một loài Rêu trong họ Hypnaceae. Loài này được (Hedw.) Brid. ex Mitt. mô tả khoa học đầu tiên năm 1859.